# Giampietro de Proti
Giovan Pietro de Proti, detto Giampietro (Vicenza, 1345 circa – Vicenza, 30 agosto 1412), è stato un politico italiano.
Viene ancora oggi ricordato per il suo impegno in campo politico e militare, e per l'istituto assistenziale che da lui prende il nome, ancor oggi esistente ed attivo a Vicenza.

## Biografia

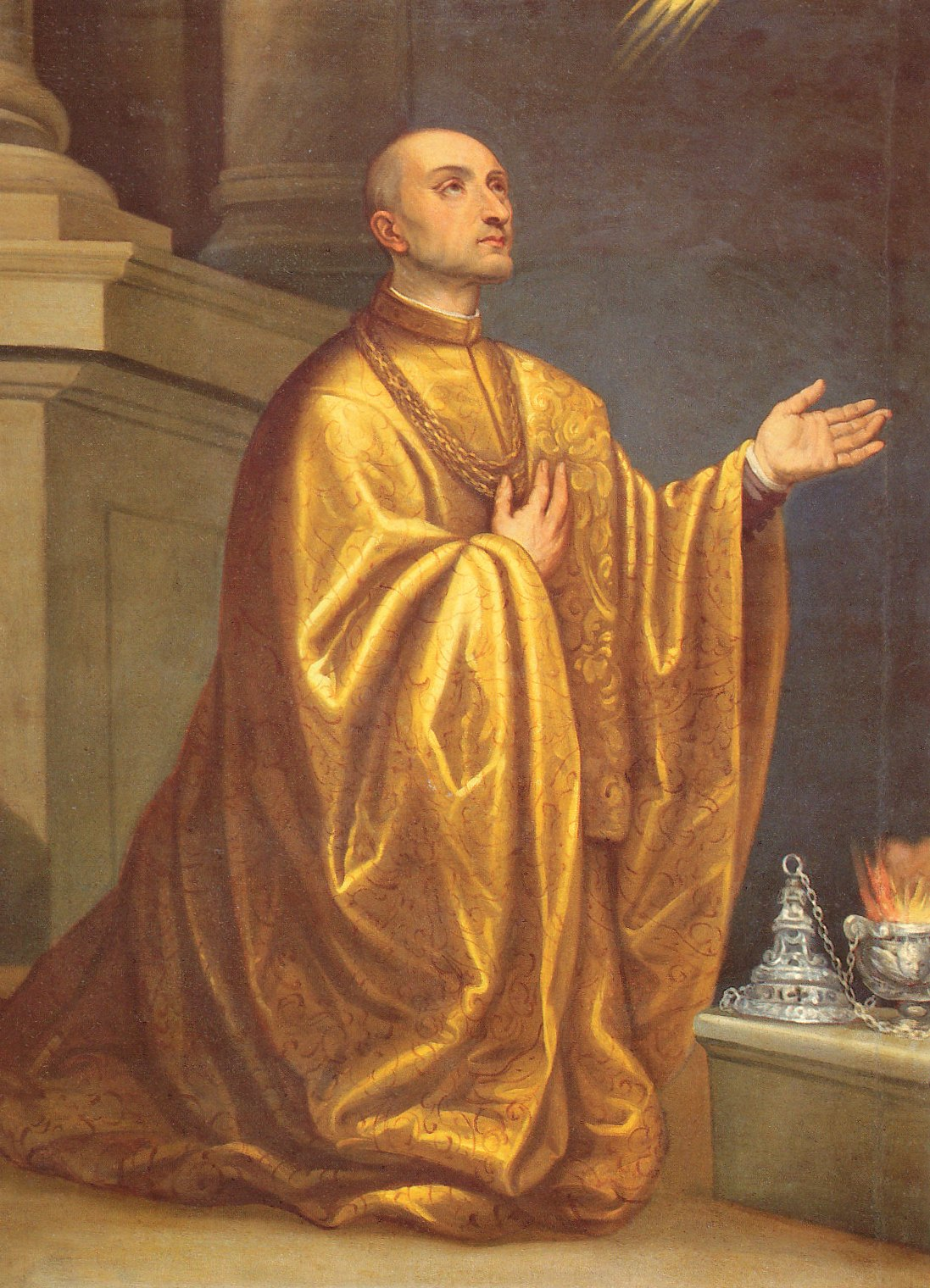
Giampiero Proti - Ritratto di pittore veneto del XVII secolo

Nacque attorno al 1345, probabilmente a Vicenza, da Tommaso e Franceschina Dal Verme. La sua famiglia, oltre ad avere antenati illustri come Jacopo Dal Verme, era imparentata con molte delle famiglie illustri della città natale, quali i Loschi, i Thiene, i Sesso, gli Angiolello, i Trissino.

### Attività politica
Grande è l'importanza del cavaliere De Proti negli avvenimenti del 1404, tra Vicenza e Venezia. In quell'anno, infatti, Francesco III da Carrara il giovane, condottiero dei Carraresi, approfittando della debolezza del dominio visconteo, occupò Verona e poi diresse verso Vicenza, assediandola con un ingente esercito, a cui i vicentini potevano opporre solamente le proprie milizie cittadine. Il 22 aprile Francesco III chiese la resa incondizionata della città, promettendo in cambio di trattare benevolmente i cittadini tutti; in caso contrario prometteva distruzioni e una repressione feroce.
I capi della città, tra i quali appunto il cavaliere De Proti, risposero che Vicenza non intende sottostare al patto, mantenendo lo status quo in attesa di istruzioni dai Visconti, manifestandosi ancora fedeli ai milanesi. Il Carrarese rispose con un attacco in forze alla città, che resistette strenuamente sotto la guida del cavaliere Giampietro De Proti, fino alla ritirata dell'esercito nemico. Ma evidentemente questa situazione doveva essere prontamente modificata. Si decise allora di inviare un'ambasceria al doge della Repubblica di Venezia, Michele Steno. I due ambasciatori furono Giampietro De Proti e il cugino Giacomo Thiene.
L'ambasceria ebbe successo e il 28 aprile 1404 la città di Vicenza entrò nei domini della Serenissima.
In breve l'assedio dei Carraresi venne ritirato e al De Proti furono concessi ampi onori e ricompense (tra cui terreni e 1000 ducati), trasmissibili anche agli eredi; il cavaliere era tuttavia destinato a rimanere l'ultimo erede maschio della sua famiglia, vista la sua ormai avanzata età e visto che il suo unico figlio maschio era stato assassinato qualche anno prima dai marosticensi per una contesa relativa a diritti di pascolo.

### Ultime volontà

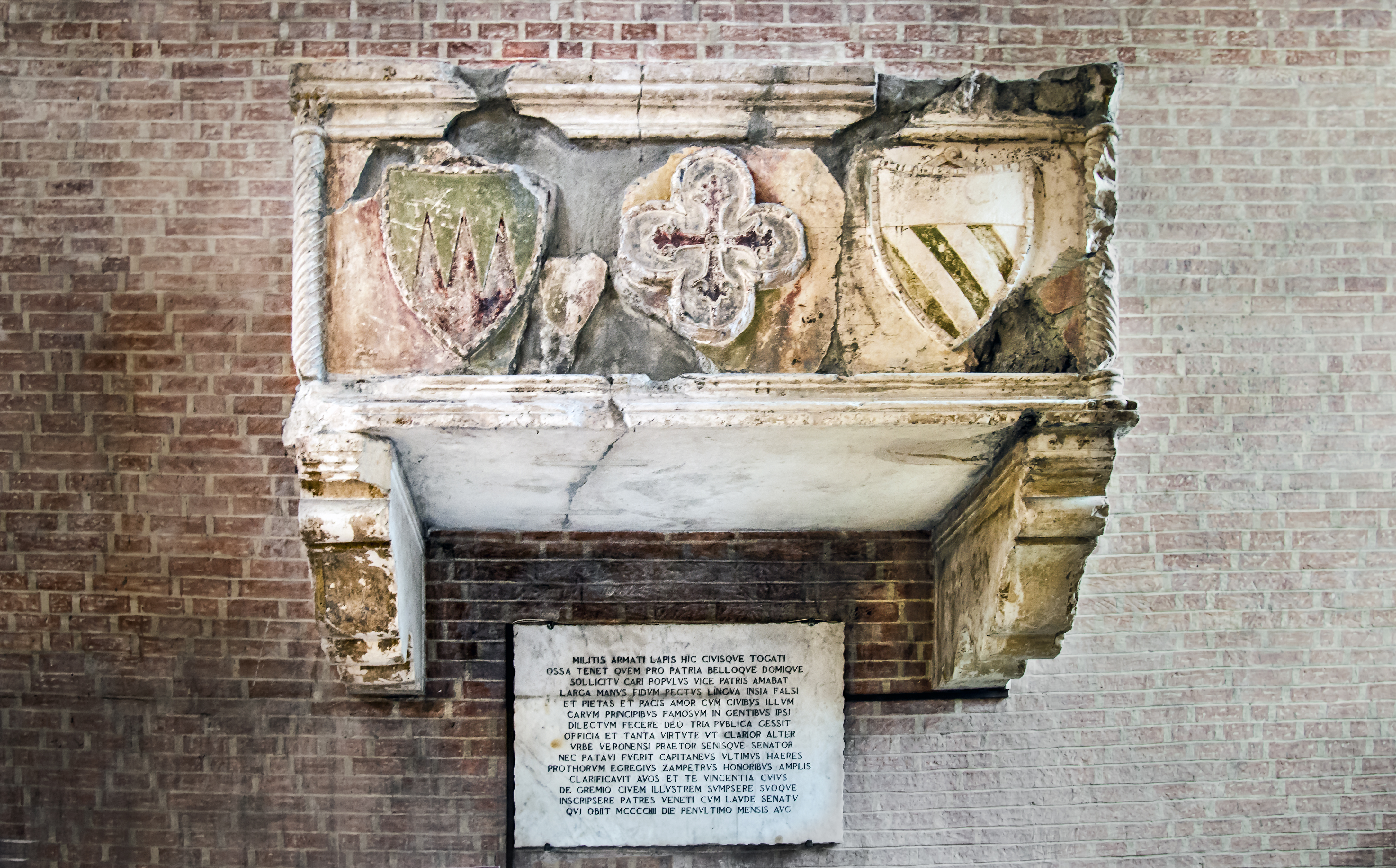
Arca di Giampietro de Proti

Il passaggio da un sistema prettamente feudale, in cui la ricchezza era data dai possedimenti terrieri, a quello mercantile di Venezia, dove la ricchezza era data in gran parte dai profitti del commercio, causò l'impoverimento di un gran numero di cittadini appartenenti al ceto fino ad allora abbiente. Per far fronte alla situazione, il cavaliere De Proti decise, nel proprio testamento del 28 marzo 1412, di lasciare una parte cospicua del suo patrimonio, tra cui uno splendido palazzo a San Pietro (Vicenza), in modo che venisse costruito un ospizio per accogliere i nobili caduti in miseria.
Nel suo testamento, per imprimere ancor più a fondo nelle memorie la sua figura, il cavaliere De Proti dettò anche i termini in cui si sarebbe dovuto svolgere il suo funerale.
Furono fatti sfilare cavalli con gli stemmi della famiglia e con le onorificenze che il defunto si era guadagnato nei suoi anni di attività e fu fatto obbligo di presenziare alle autorità civili, agli uomini d'arme e a tutto il clero della città; inoltre lo stesso De Proti commissionò una serie di funzioni commemorative per i propri cari.
(G. Da Schio, Persone memorabili in Vicenza)